# شركة مصنع آليات النظافة القابضة
شركة مصنع آليات النظافة القابضة، (بالإنجليزية: Refuse Equipment Manufacturing Holding Company)‏ والمعروفة اختصاراً بأسم (REM).

شركة سعودية ذات مسؤولية محدودة، تعتبر أكبر شركة متخصصة على مستوى الشرق الأوسط في مجال صناعة آليات ومعدات النقل والنظافة، وإعادة تدوير النفايات وأجهزة الطاقة المتجددة.

## النشأة
أنشأت شركة مصنع آليات النظافة سنة (1983م، 1403هـ)  لتكون من أوائل الشركات الصناعية السعودية العاملة في مجال الصناعات الميكانيكية والهيدروليكية،  وتسعى الشركة منذ التأسيس لنقل وتوطين التقنية عبر صناعات ومنتجات متخصصة في الحفاظ على نظافة البيئة من خلال استخدام التكنولوجية الحديثة وتطويعها بما يتلائم مع بيئة المملكة العربية السعودية.
وفي عام 2010 أنشأت شركة اليات النظافة القابضة شركة تابعة لها باسم الشركة العالمية لإنتاج السيارات متخصصة بتصنيع الشاحنات بمختلف الأحجام وفي عام 2011 طرحت الشركة أول شاحنة سعودية باسم RAM بالتعاون مع شركة SHANXI الصينية لصناعة الشاحنات،  وقامت الشركة بإنتاج ثلاثة موديلات بأحجام مختلفة من الشاحنات وزن 8، 12، 19 طناً، وتجربتها وإجراء الاختبارات اللازمة لها بما يتوافق مع طبيعة وبيئة المملكة العربية السعودية.

## مجلس الإدارة
يتكون مجلس الإدارة من سبعة أعضاء وهم:
1. محمد علي محمد الربيعان (رئيس مجلس الإدارة).
2. سلمان محمد علي الربيعان.
3. سلطان محمد علي الربيعان.
4. سعود محمد علي الربيعان.
5. عبد العزيز صالح عبد الله الربدي.
6. سليمان صالح عبد الله الربدي.

## الشركات التابعة
- شركة حذاري العالمية.
- الشركة الوطنية لصناعة المعادن والحديد.
- شركة جسر الخليج للصناعات الحديدية.
- الشركة العالمية لصناعة السيارات.
- شركة البصمة الواضحة.
- وكالة الربيعان للسفر والسياحة.

## وصلات خارجية
- الموقع الرسمي لشركة مصنع آليات النظافة القابضة.
- المصانع السعودية.
- صنع في السعودية.